# Solieriaceae
Famille
Les Soleriaceae sont une famille d’algues rouges de l’ordre des Gigartinales.

## Liste des genres
Selon AlgaeBase (9 mars 2019) :
- genre Agardhiella F.Schmitz
- genre Betaphycus Doty
- genre Eucheuma J.Agardh
- genre Euryomma F.Schmitz
- genre Flahaultia Bornet
- genre Gardneriella Kylin
- genre Kappaphycus Doty
- genre Lenormandia Montagne
- genre Mammea J.Agardh
- genre Melanema Min-Thein & Womersley
- genre Meristotheca J.Agardh
- genre Neoagardhiella M.J.Wynne & W.R.Taylor
- genre Placentophora Kraft
- genre Sarcodiotheca Kylin
- genre Sarconema Zanardini
- genre Solieria J.Agardh
- genre Tacanoosca J.N.Norris, P.W.Gabrielson & D.P.Cheney
- genre Tepoztequiella Núñez-Resendiz, Dreckmann & Sentíes
- genre Tikvahiella Kraft & Gabrielson
- genre Wurdemannia Harvey

Selon BioLib (9 mars 2019) :
- genre Agardhiella F.Schmitz
- genre Eucheuma
- genre Gardneriella
- genre Meristiella
- genre Meristotheca
- genre Neoagardhiella
- genre Opuntiella
- genre Reticulobotrys
- genre Sarcodiotheca
- genre Solieria J.Agardh, 1842
- genre Turnerella

Selon Catalogue of Life (9 mars 2019) :
- genre Agardhiella
- genre Betaphycus
- genre Callophycus
- genre Eucheuma
- genre Euryomma
- genre Flahaultia
- genre Gardneriella
- genre Kappaphycus
- genre Melanema
- genre Meristotheca
- genre Placentophora
- genre Sarcodiotheca
- genre Sarconema
- genre Solieria
- genre Tacanoosca
- genre Tikvahiella
- genre Wurdemannia

Selon ITIS (9 mars 2019) :
- genre Agardhiella
- genre Eucheuma
- genre Gardneriella
- genre Meristotheca
- genre Neoagardhiella
- genre Opuntiella
- genre Sarcodiotheca
- genre Solieria
- genre Turnerella
- genre Wurdemannia Harvey

Selon NCBI (9 mars 2019) :
- genre Agardhiella F.Schmitz, 1897
- genre Anatheca
- genre Areschougia
- genre Betaphycus Doty in Silva, Basson & Moe, 1996
- genre Callophycus
- genre Eucheuma
- genre Gardneriella
- genre Kappaphycus
- genre Meristiella
- genre Meristotheca
- genre Neoagardhiella
- genre Placentophora Kraft, 1976
- genre Sarcodiotheca
- genre Sarconema Zanardini 1858: 256
- genre Solieria J.Agardh, 1842
- genre Tacanoosca

Selon Paleobiology Database (9 mars 2019) :
- genre Agardhiellopsis

Selon World Register of Marine Species (9 mars 2019) :
- genre Agardhiella F.Schmitz, 1897
- genre Betaphycus Doty, 1996
- genre Eucheuma J.Agardh, 1847
- genre Euryomma F.Schmitz, 1897
- genre Flahaultia Bornet, 1892
- genre Gardneriella Kylin, 1941
- genre Kappaphycus Doty, 1988
- genre Melanema Min-Thein & Womersley, 1976
- genre Meristotheca J.Agardh, 1872
- genre Placentophora Kraft, 1976
- genre Sarcodiotheca Kylin, 1932
- genre Sarconema Zanardini, 1858
- genre Solieria J.Agardh, 1842
- genre Tacanoosca J.N.Norris, P.W.Gabrielson & D.P.Cheney, 2014
- genre Tepoztequiella Núñez-Resendiz, Dreckmann & Sentíes, 2018
- genre Tikvahiella Kraft & Gabrielson, 1983
- genre Wurdemannia Harvey, 1853